# Piszkarjovkai emléktemető
A piszkarjovkai emléktemető (oroszul: Пискарёвское мемориальное кладбище, latin betűkkel: piszkarjovszkoje memorialnoje kladbiscse) Szentpétervár egyik temetője, a Legyőzhetetlenek sugárútján (Проспект Непокорённых). Főképp a második világháborús leningrádi ostrom áldozatai nyugszanak itt.

## Az emlékmű-komplexum
Az emlékmű-komplexumot Alekszandr Vasziljev és Jevgenyij Levinszon tervezte, és 1960. május 9-én nyílt meg. Mintegy 420 ezer civilt és a Leningrádi Front 50 ezer katonáját temették itt el 186 tömegsírba. A bejárat közelében örökláng ég. Márványtábla örökíti meg, hogy 1941 szeptember 4 és 1944 január 22 között 107 158 légibomba hullt a városra és 148 478 tüzérségi lövedék, 16 744 embert megöltek, 33 782-t megsebesítettek, és 641 803-an haltak éhen.
Az építészeti kompozíció központjában Vera Iszajeva és Robert Taurit bronz emlékműve áll, amely az orosz Anyaföldet jeleníti meg.
A látogatók az örökmécsestől gránitlapokon jutnak el a 480 méter hosszú fő ösvényhez, amely a méltóságteljes emlékműhöz vezet. Az emlékmű mögötti gránitfalra Olga Fjodorovna Bergholz költőnő szavait vésték: 
„Leningrádiak nyugszanak itt

Városlakók, – férfiak, nők, gyermekek

És mellettük, a Vörös Hadsereg katonái.

Téged védtek, Leningrád.

A Forradalom bölcsőjét

Mindannyiuk élete árán.

Nemes neveiket felsorolni nem tudjuk itt,

Olyan sokan vannak itt, a gránit örök védelme alatt.

De tudd, aki e köveket nézed

Senki nincs elfelejtve, semmi nincs elfelejtve.”

## Fordítás
- Ez a szócikk részben vagy egészben  a   Piskaryovskoye Memorial Cemetery című angol Wikipédia-szócikk ezen változatának fordításán alapul.  Az eredeti cikk szerkesztőit annak laptörténete sorolja fel. Ez a jelzés csupán a megfogalmazás eredetét és a szerzői jogokat jelzi, nem szolgál a cikkben szereplő információk forrásmegjelöléseként.

## Külső hivatkozások
- A Piszkarjovkai temető a Muzei Rosszii portálon
- Album of photographs
- Photographs from the Siege Museum